# Universidad de Herat
La Universidad de Herat  ('en persa: دانشگاه هرات‎, en pastún: د هرات پوهنتون‎)  se encuentra en Herat, la capital de la provincia de Herat, en el oeste de Afganistán. La Universidad de Herat es un instituto público de educación superior, y se inauguró en 1988, comenzando con una facultad de Literatura y Humanidades. El primer presidente fue Abubakr Rashed. La universidad tiene 16 facultades y 70 departamentos. El campo de estudio más popular es Educación/Pedagogía y un poco más del 48% de los 17.086 estudiantes de la universidad son mujeres.

## La universidad
La Universidad de Herat ha prestado especial atención a la construcción en los últimos años. Los funcionarios han recibido cada vez más atención por crear un espacio verde y adecuado en la Universidad de Herat. Sembraron más de 30.000 árboles frutales y no frutales, establecieron espacios verdes de acuerdo con el mapa y el plan también muestra el otro lado de las actividades de los funcionarios. Crear diferentes relaciones con los institutos académicos mundiales es el punto para globalizar la Universidad de Herat y la llevó a su destino científico. En este momento, la Universidad de Herat tiene un excelente trabajo y relaciones con más de 30 instituciones científicas y universidades del mundo, y los maestros de la Universidad de Herat están obteniendo sus becas de maestría y doctorado en esas universidades.
En los últimos años, la Universidad de Herat pudo gestionar y mantener relaciones de cooperación con varias universidades extranjeras como en los Estados Unidos de América, Alemania, Italia, Tailandia, Eslovaquia, España, Irán, India e Indonesia. Como resultado de esta cooperación, el plan de estudios de enseñanza en las facultades de Ciencias de la Computación, Ciencias, Ingeniería, Economía, Agricultura, Medicina, Religión e Islámica y Periodismo y la comunicación de masas se ha modificado parcial o totalmente y también se preparan programas de estudio y libros de texto.
La cooperación científica con la Universidad de Herat y la implementación de programas de desarrollo se han realizado en nombre de donantes, incluidos el Banco Mundial, USAID y DAAD.
La junta directiva de la Universidad de Herat siempre busca y se dedica a la excelencia en los esfuerzos científicos y culturales, de acuerdo con las regulaciones del Ministerio de Educación Superior y el plan estratégico de cinco años existente y ayudar a las autoridades competentes que esta institución científica ha alcanzado, hasta el nivel científico, que hoy la Universidad de Herat, basada en el esfuerzo de esta institución, ha cambiado de una universidad regional a una universidad nacional. Y prevaleció esta institución académica, en comparación con otros centros científicos demostró que de esta manera es una fuente de servicios valiosos para el pueblo afgano.
La Universidad de Herat en 2003 carecía de un edificio académico independiente y mantenía sus actividades en edificios residenciales en diferentes lugares de la ciudad de Herat, pero luego mediante la construcción de la colección del nuevo edificio de la Universidad de Herat.

## Facultades
La Universidad de Herat tiene 16 facultades y 70 departamentos, los estudiantes estudian en diferentes facultades y diferentes campos. En este momento, la Universidad de Herat tiene 334 miembros de la facultad y 17086 estudiantes.
Las 14 facultades de la Universidad de Herat son 
- Agricultura
- Ciencia aplicada
- Ciencias de la Computación
- Ciencias económicas
- Educación (pedagogía)
- Ingeniería
- Bellas Artes
- Periodismo
- Derecho y ciencias políticas
- Literatura y Humanidades
- Medicina
- Administración Pública
- Teología y Estudios Islámicos
- Ciencia veterinaria

La universidad ofrece programas de grado en cuatro campus dentro de Herat y tres institutos de educación superior en Farah, Ġawr y Bādgīs.

## Programas
La Universidad de Herat ofrece una variedad de programas académicos de crédito, en los niveles de bachillerato (más de 100 especializaciones) y 1 programa maestro en  Literatura dari.

## Estadísticas de estudiantes en la Universidad de Herat en 2012
| No. | Facultad                      | Hombres | Mujeres | Total |
| --- | ----------------------------- | ------- | ------- | ----- |
| 1   | Agricultura                   | 651     | 150     | 801   |
| 2   | Ciencia aplicada              | 470     | 297     | 767   |
| 3   | Badqis Agricultura            | 232     | 6       | 238   |
| 4   | Badqis Educación (pedagogía)  | 92      | 48      | 140   |
| 5   | Ciencias de la Computación    | 307     | 90      | 397   |
| 6   | Ciencias económicas           | 716     | 156     | 872   |
| 7   | Educación (pedagogía)         | 1278    | 1232    | 2510  |
| 8   | Ingeniería                    | 616     | 65      | 681   |
| 9   | Bellas Artes                  | 100     | 122     | 222   |
| 10  | Teología y Estudios Islámicos | 536     | 208     | 744   |
| 11  | Periodismo                    | 202     | 60      | 262   |
| 12  | Derecho y ciencias políticas  | 437     | 215     | 652   |
| 13  | Literatura y Humanidades      | 379     | 416     | 795   |
| 14  | Medicina                      | 423     | 342     | 765   |
| 15  | Administración Pública        | 342     | 119     | 461   |
| 16  | Veterinaria                   | 106     | 16      | 122   |
|     | Total                         | 6887    | 3542    | 10429 |